# Okinavai nyelv
A közép-okinavai, vagy egyszerűen okinavai nyelv (沖縄口/ウチナーグチ Uchinaaguchi [ʔut͡ɕinaːɡut͡ɕi]) egy észak-rjúkjúi nyelv, amit főként Okinava szigetének déli részén beszélnek, beleértve a körülötte lévő szigeteket is (Keremán, Kumedzsimán, Tonakin, Agunin) és még több kicsi periferikus szigeten. A közép-okinavai megkülönbözteti magát az észak-okinawaitól, melyet önállóan osztályozunk, mint a kunigami nyelvet. Az UNESCO Atlas of the World's Languages in Danger február 2009-es kezdete óta mindkettő nyelvet veszélyeztetettként tartja számon. Bár az okinavai számos dialektust foglal magában, a suri-nahai változatot ismerik el alapként, mert a Rjúkjú Királyság hivatalos nyelvként használta Só Sin király (1477–1526) uralkodása óta. Ezenfelül, mivel a Suri főváros az uralkodói palota köré épült, az a nyelv vált irodalmi és regionális szabvánnyá, amit az uralkodói bíróság használt, így a nyelv dalokon és verseken keresztül virágzott ebben az időszakban.
Japánon belül az okinavaira gyakran nem nyelvként gondolnak, hanem dialektusként (沖縄方言 Okinava hógen), vagy még pontosabban közép- és dél-okinavai dialektusként (沖縄中南部諸方言-Okinava Csúnanbu So hógen). Az okinavai nyelv beszélői nyelvcserén mennek keresztül – japánra váltanak, mivel a nyelvhasználat egységessége Okinaván ma is messze van a stabiltól. Az okinavai a standard japán nyelvbe asszimilálódik a két nyelv hasonlósága miatt. – Szabványosított és központosított oktatási rendszer, a média, az üzletkötés és a fővezetőkkel való kapcsolattartás. Az okinavait még mindig sok idős beszéli, rajtuk kívül a zenével, turistaműsorokkal, színdarabokkal tartják életben. Ezek tükrözik a helyi szokásokat és modort.

## Történelme

### ARjúkjú Királyságelőtt
Az okinawai olyan japán nyelv, amely az ójapánból gyökerezik. A kettéválás az ójapán és a rjúkjú nyelvek közt időszámításunk szerint az 1. század és a 12. század közé tehető. A kínai és japán írásjegyeket először Japánből érkezett Buddhista papok mutatták be 1265-ben.

### A Rjúkjú Királyság alatt

#### Szatszumaelőtt
A hiragana sokkal népszerűbb volt, mint a kandzsi – a verseket gyakran írták hiraganákkal, vagy kis kandzsikkal. Az okinavai Só Sin király idejében vált hivatalos nyelvvé.

#### Szatszuma után a hozzácsatolásig
Miután Rjúkjú a Szatszuma vazallusa lett, a kandzsi nagyobb szerepet nyert az irodalomban, azonban a hivatalos Rjúkjúi dokumentumok klasszikus kínaiul íródtak.
1609-ben a Rjúkjú Királyságot megszállta a Szatszuma Birtok japán déli részén. Azonban Satsuma nem teljesen tört be Rjúkjúba a Kínával való ütközés félelme miatt, ez pedig ebben az időben erősebb gazdasági kapcsolatot eredményezett Rjúkjúval.

#### Japánhoz csatolástóla második világháború végéig
Amikor Rjúkjút Japánhoz csatolták 1879-ben, az emberek többsége Okinaván okinavaiul beszélt.
Egy évtizeden belül a Japán kormány megkezdte az asszimilációs politikát, a japanizációt, amely során a Rjúkjúi nyelveket fokozatosan elnyomták. Az oktatási rendszer volt a japanizáció szíve, ahol az okinavai gyerekeket japán nyelvre tanították, és megbüntették őket az anyanyelvük beszéléséért – Azt mondták nekik, hogy a nyelvük csak egy „dialektus”. 1945-re már számos okinavai beszélt japánul, sokan két anyanyelvűek voltak. Az okinavai csata során néhány katonát meg is öltek az okinavai beszéd miatt. A nyelvcsere Rjúkjún és Okinaván 1879-ben kezdődött, mikor a Japán Kormány magához csatolta Rjúkjút és kialakította Okinava Prefektúrát. A prefektúra hivatala főként a Kagosima prefektúrából származó emberekből állt, ahol régen a Satsuna Uralom állt. Ez a modernizáció kezdetét jelentette Okinaván a japán nyelvre való cserével együtt. Eredményképp a japán nyelv vált az adminisztráció, oktatás, média és irodalom nyelvévé.
1902-ben a Nemzeti Nyelvkutatási Tanács (国語調査委員会) elkezdte Japán nyelvi egyesítését a szabvány japán nyelvvel. Ez nyelvi bélyeget nyomott a japán nyelv számos helyi változatára, beleértve az okinavait is. Ahogy a diszkrimináció élesedett, maguk az okinavaiak kezdték el nyelvük elhagyását és váltottak az alapértelmezett japán nyelvre.

#### Azamerikai megszállásalatt
Az amerikai megszállás alatt voltak próbálkozások az okinavai nyelv felélesztésére és szabványosítását illetve, azonban ezeket nem vitték végbe a japánok javára. Douglas MacArthur generális oktatáson keresztül próbálta meg reklámozni az okinavai nyelveket és kultúrát, több angol szót is bevezettek.

#### A saját elhatárolt nyelv
Japánon kívül, az okinavait megkülönböztetik a japán nyelvtől. Ezt először Basil Hall Chamberlain vetette fel, aki az okinavai és a japán nyelv közti kapcsolatot a szerelem nyelvei közti kapcsolathoz hasonlította. Az UNESCO veszélyeztetett nyelvnek jelölte.

## Szociolingvisztika
2009-ben az UNESCO 6 féle okinavai nyelvet nyilvánított veszélyeztetetté 2009-ben. Az okinavai nyelv veszélyeztetettségét a szabvány japán nyelvre való váltás okozta. Az egész történelem során az okinavai nyelveket a szabvány japán dialektusaiként kezelték. Például a 20. században sok iskolában „dialektus cédulákat / kártyákat ” használtak azon diákok büntetésére, akik okinavaiul beszéltek. Ebből kifolyólag a nyelv megmaradt beszélői közül inkább nem adják át a nyelvtudást a fiatalabb generációnak a múltbéli megbélyegzések miatt.
Bár a nyelvcsere visszafordításának érdekében számos erőfeszítés történt,de az okinavait még mindig nem tanítják elég jól a formális intézményekben az Okinavai Oktatási Tanács kevés támogatása miatt. Az oktatás Okinaván kizárólag japán nyelven folyt és az iskolákban a gyerekek nem tanulhatták az okinavait második nyelvükként. Emiatt legalább 2 generáció okinavai nőtt fel a helyi, otthoni, és iskolai kommunikációhoz szükséges nyelvtudás nélkül.

## Fonológia
|            | Elülső | Középső | Hátsó |
| Zárt       | i iː   | (ɨ)     | u uː  |
| Zárt-közép | e eː   |         | o oː  |
| Nyitott    |        | a aː    |       |

Az okinavai nyelvnek 5 magánhangzója van, ezek közül mind lehet hosszú vagy rövid. Bár a rövid /e/ és az /o/ magánhangzók elég ritkák, mivel csak néhány eredeti okinavai szóban jelennek meg – nehéz szótagú szavakban /Ceɴ/ or /Coɴ/ mintával, mint például a /meɴsoːɾeː/ mensooree „üdvözöljük", vagy a /toɴɸaː/ tonfaa. A hátul zárt magánhangzók erősen kerekednek a standard japán összezártjaival szemben. Néha beillesztenek egy hatodik magánhangzót – /ɨ/ -, mert a sorrendek amik történelmileg alakított /e/ hangot tartalmaznak nem váltanak ki palatizálást: /i/: */te/ → /tɨː/ tii „kéz", */ti/ → /t͡ɕiː/ chii „vér". Azonban akusztikailag az /ɨ/ nem ejtődik másképp mint az /i/, és ez a megkülönböztetés talán azért van, mert a palatalizáció e magánhangzócsere előtt történt.

## Mássalhangzók
Az okinavai nyelv 20 különböző szegmenst különböztet meg a lenti táblázatban, zárójelben a fő allofónokkal:
| Okinavai mássalhangzók IPA táblázata |               |                 |                        |                |                    |              |                |
|                                      | Labiális hang | Alveoláris hang | Alveolo-palatális hang | Palatális hang | Labio-veláris hang | Veláris hang | Glottális hang |
| Nazális hang                         | m             | n               |                        |                |                    | (ŋ)          |                |
| Zárhang                              | p b           | t d             | t͡ɕ d͡ʑ                  |                | kʷ ɡʷ              | k ɡ          | ʔ              |
| Réshang                              | ɸ             | s (z)           | (ɕ)                    | (ç)            |                    |              | h              |
| Legyintőhang                         |               | ɾ               |                        |                |                    |              |                |
| Közelítő                             |               |                 |                        | j              | w                  |              |                |

Az egyetlen konszonáns, amely szótagkódként fordulhat elő, az archifonéma // n //. Számos elemzés egy további fonémaként kezeli /N /, bár soha nem áll kontrasztban a / n / vagy / m / hangzókkal.
Az okinavai mássalhangzórendszere nagyon hasonló a japánéhoz, de mutat pár változatosságok fonémiai és allofóni szinten. Nevezetes arról, hogy megtartotta a labiális magánhangzókat(/kʷ/ and /ɡʷ/) amik elvesztek a késő középkori japánban, birtokol egy glottális zárat, birtokol egy hangtalan bilabiális réshangot /ɸ/, ami különbözik a hehezetes /h/-tól, és birtokol 2 különböző egybehangzót, ami számos különböző hangeltolódásból alakult ki.

### Bilabiális és glottális réshangok
A bilabiális réshang néha mint csoportosulás van átírva, /hw/, mivel mint a japán a /h/ allofonikusan labializálódik [ɸ] hanggá a magas mássalhangzó /u/ előtt és [ɸ] nem jelenik meg a kerek /o/ magánhangzó előtt. Azonban ez az analízis nem veszi figyelembe a tényt, hogy az okinavai nem teljesen ment keresztül diakronikus változáson */p/ → /ɸ/→ */h/ a japánnal ellentétben, és hogy a javasolt csoportosítás és labializáció /hw/ hangzóvá nem motivált. Következőképpen, a /ɸ/ hangzó létezését el kell választanunk a /h/ hangzóétól attól függetlenül, hogy a kettő közt átfedés van. Pár szót kivéve amik előzőleges változásokból származnak, a hehezetes /h/ is a /k/ és az /s/ furcsa lágyulásából adódik, és a más dialektusokból kölcsönzött szavak is. A /j/ előtt és a magas magánhangzó / i /, közelebb áll a [ç] –hez kiejtésben, pont mint a japánban.

### Palatalizáció
A /t/ és /k/ zárhangok történelmileg alakultak palatalizálttá és résesedtek /t͡ɕ/ hanggá a /j/ és a magas hangzó /i/ előtt vagy néha után. /i/: */kiri/ → /t͡ɕiɾi/ chiri "köd", and */k(i)jora/ → /t͡ɕuɾa/ chura- „szép".
Ezt a változást előzi a hangzó emelkedése, így ez azt jelenti, hogy az /i/ kiválása az */e/-ből/-ben okozott palatalizációt.*/ke/ → /kiː/ kii „haj". A zöngés változataik, a /d/ és a /g/ ugyanezen mentek keresztül /d͡ʑ/ hanggá válva: */unaɡi/ → /ʔɴnad͡ʑi/ qnnaji „angolna", és */nokoɡiri/ → /nukud͡ʑiɾi/ nukujiri „fűrész"; kivéve: */kaɡeɴ/ → /kaɡiɴ/ kagin „fűszerezés". Mind a /t/ és /d/ hang vagy allofonikusan affricate vagy nem a közepes /e/ magánhangzó előtt, bár ez a kiejtés nagyon ritka. Hasonlóképpen pallatalizálódik az /s/ résmagánhangzó [ɕ] hanggá a csúszó, eső /j/ és a /i/ előtt, beleértve, mikor az /i/ történelmileg az /e/-ből származik: */sekai/ → [ɕikeː] shikee „világ". Palatalizáció előfordulhat az /e/ előtt is, főként témamegjelölés értelmében [duɕi] dushi → [duɕeː] dusee or dushee „(téma) barát".
Általánosságban véve a /j/ palatális mássalhangzót tartalmazó sorrendek viszonylag ritkák, és hajlamosak depalatalizációra. Például az /mj/ hang sokszor egybeolvad az /n/-el :([mjaːku] myaaku → [naːku] naaku „Mijako");* az /rj/ beleolvad az /r/-be vagy a /d/-be. (*/rjuː/ → /ɾuː/ ruu ~ /duː/ duu „sárkány"); és a /sj/ legtöbbször /s/ hanggá válik. (/sjui/shui → /sui/ sui „Suri").

### Pergőhang és erősödés
A /d/ zöngés zárhang és az /r/ legyintőhang törekszik az összeolvadásra, úgy, hogy az első legyintőhanggá válik szóközépi pozícióval, a második pedig néha zöngéssé válik a szó elején. Például a /ɾuː/ ruu „sárkány" felerősödhet /duː/ duu-vá, a /hasidu/ hashidu „ajtó" fordítva legyintővé válik: /hasiɾu/ hashiru. Azonban a két hang megmarad néhány nyelvtani szerkezetben és szóban.

### Glottális zár
Az okinavaira jellemző egy jellegzetes glottális zár /ʔ/, ami történelmileg a szókezdeti magánhangzók glottalizációjának folyamatából származik. Ennélfogva az okinavaiban minden magánhangzó kiszámítóan glottalizálódik a szavak elején pár kivétellel. (*/ame/ → /ʔami/ ami „eső"). Nagymértékű magánhangzóvesztés vagy asszimiláció követte ezt a folyamatot, amely kontrasztot állított a glottalizált approximantok és a nazális mássalhangzók közt. */uwa/ → /ʔwa/ qwa "disznó" to /wa/ wa „Én", or */ine/→ /ʔɴni/ qnni "rizspalánta" to */mune/ → /ɴni/ nni „mellkas".

### Moraikusnazális
Az /N/ moraikus nazálist pozicionálták legtöbb leírásban az okinavai fonológiáról. Mint a japánban, az /N/ (átírva /ɴ/, használva a kisnagybetűt) elfoglal egy teljes morát, és az artikuláció precíz helye változhat a következő mássalhangzótól függően. Más labiális mássalhangzók előtt a szillabikus bilabiális nazális [m̩] hanghoz fogjuk közelebb ejteni, mint a „ló” szóban /ʔɴma/ [ʔm̩ma] qmma. A veláris és a labio-veláris mássalhangzók előtt szillabikus veláris nazális [ŋ̍] hangnak ejtjük, mint a „bingata” szóban /biɴɡata/ [biŋ̍ɡata], ami a ruhafestés egy formája. Alveoláris és alveolo-palatális mássalhangzók előtt szillabikus alveoláris nazális /n̩/ hanggá válik mint az „inda” szóban /kaɴda/ [kan̩da] kanda. Másutt, ennek a pontos megvalósítása meghatározatlan marad, és változhat a következő szó első hangjától vagy morfémától függően. A kifejezés végén veláris nazális [ŋ̍] hangként értelmezett.

### Összhang a japán nyelvvel
Létezik egyfajta „formula” a japán szavak rjúkjú nyelvvé való alakítására: az e hangot i hangra, a ki szótagot chi szótaggá, a gi szótagot ji szótaggá, az o hangot u hanggá, az awa-t pedig –aa-vá alakítjuk. Ez a formula illik Okinava átbetűzéséhez, miszerint Okinawa Uchinaa-vá alakul, és bizonyítékként jegyzik, miszerint az okinavai egy japán dialektus. Azonban ez nem magyarázza a nem kapcsolatos szavakat, mint az arigatō és a nifeedeebiru (jelentésük: „köszönöm")
| Japán | Okinawai    | Megjegyzések                                                      |
| /e/   | /iː/        |                                                                   |
| /i/   | /iː/        |                                                                   |
| /a/   | /a/         |                                                                   |
| /o/   | /u/         |                                                                   |
| /u/   | /u/         |                                                                   |
| /ai/  | /eː/        |                                                                   |
| /ae/  | /eː/        |                                                                   |
| /au/  | /oː/        |                                                                   |
| /ao/  | /oː/        |                                                                   |
| /aja/ | /oː/        |                                                                   |
| /k/   | /k/         | /ɡ/ is megjeleik                                                  |
| /ka/  | /ka/        | /ha/ is megjeleik                                                 |
| /ki/  | /t͡ɕi/       | [t͡ɕi]                                                             |
| /ku/  | /ku/        | /hu/, [ɸu] is megjelenik                                          |
| /si/  | /si/        | /hi/, [çi] is megjelenik                                          |
| /su/  | /si/        | [ɕi]; régebben megkülönböztették mint [si] /hi/ [çi] is megjeleik |
| /tu/  | /t͡ɕi/       | [t͡ɕi]; régen megkülönböztetve mint [tsi]                          |
| /da/  | /ra/        | [d] és [ɾ] összeolvadás                                           |
| /de/  | /ri/        | [d] és [ɾ] összeolvadás                                           |
| /do/  | /ru/        | [d] és [ɾ] összeolvadás                                           |
| /ni/  | /ni/        | Morais /ɴ/ is megjelenik                                          |
| /nu/  | /nu/        | Morais /ɴ/ is megjelenik                                          |
| /ha/  | /ɸa/        | /pa/ is megjelenik, de ritkán                                     |
| /hi/  | /pi/ ~ /hi/ |                                                                   |
| /he/  | /pi/ ~ /hi/ |                                                                   |
| /mi/  | /mi/        | Moraikus /ɴ/ is megjelenik                                        |
| /mu/  | /mu/        | Moraikus /ɴ/ is megjelenik                                        |
| /ri/  | /i/         | /iri/ nem érinti                                                  |
| /wa/  | /wa/        | Inkább /a/ hanggá válik középen                                   |

## Helyesírás
A történelem során az okinavai nyelv kandzsival és hiraganával íródott. Úgy tartják, a szótagoló hiragana elsőként valamikor Sunten uralkodásának ideje alatt érkezett a Rjúkjú Királyságba Japánból a 13. században. Valószínű, hogy az okinavaiak már korábban kapcsolatba kerültek a kínai hanzi írásjegyekkel a kiterjedt távol-keleti kereskedelmi kapcsolatok miatt. Azonban a hiragana elterjedtebbé vált, nagyobb elfogadottsággal rendelkezett Rjúkjú szigetein, így a legtöbb dokumentumot és levelet ezzel az írással írták. Az Omoro Szausi (おもろさうし) (egy 16. századi dal és versgyűjtemény) és még néhány fennmaradt írás ugyanebből a századból kizárólag hiraganával íródott. A kandzsik fokozatosan kerültek a nyelvbe a növekvő japán befolyás és a két nyelv rokonsága miatt. Azonban ez inkább Japán felé írt fontosabb dokumentumokra korlátozódott. A legrégebbi okinavai felirat egy kőoszlopon található a Tamaudun mauzóleumban. 1501-ből származik, hiragana található rajta.
Miután a Simazu klán megszállta Szatszumát 1609-ben, az okinavai használata megszűnt a hivatalos ügyekben. Helyettesítette a szabvány japán írás és a klasszikus kínai egyik írásformája amit kanbun néven ismerünk. A változás ellenére az okinavai még mindig virágzott a helyi irodalomban a 19. századig. A Meidzsi Restaurációt követve a japán kormány felszámolta a han rendszert, és formálisan Japánhoz csatolta a Rjúkjú szigeteket Okinava Prefektúraként 1879-ben. Hogy a nemzeti egységet népszerűsítsék, a kormány szabványosította az oktatást és a tokiói dialektust alapul véve japán nyelviskolákat nyitott. A diákokat megbüntették és elbátortalanították a helyi dialektus beszélésétől, sőt még az írásától is, „dialektus címkéket” használva. Ennek eredményeként az okinavai írások megszűntek mindaddig míg az amerikaiak nem vették át 1945-ben.
Ettől kezdve japán és amerikai tudósok többféleképpen írták át a regionális nyelvet ad hoc romanizációt használva, vagy katakana szótagokkal, hogy megkülönböztessék a japán nyelvtől. Az okinavai hívei inkább hagyománykövetőek, és folytatják az okinavai hiraganával és kandzsival való írását. Mindenesetre, nincs alapértelmezés vagy konszenzus a kiejtésbeli ügyekre vonatkozóan amit valaha formalizáltak volna, így az eltérések a modern irodalmi munkák közt gyakoriak.

## Szótagábécé
Technikailag ezek nem szótagok, hanem morák. Az okinavaiban minden mora egy vagy két kana karakterből áll. Ha kettőből, akkor a normális méretű kanát egy kisebb verzió követi. A lenti táblázatban a hiragana a pont bal, a katakana a pont jobb oldalán található. A középsó sor rōmaji (Hepburn-átírás), az alsó pedig IPA-val íródott.
| Magánhangzó Mássalhangzó                            | a                                    | i                        | u                                | e                                | o                                | ya                   | yi                 | yu                   | ye                 | yo                   | wa | wi | wu | we | wo | n |
| (nincs mássalhangzó)                                | あ・ア a [a]                         | い・イ i [i]             | う・ウ u [u]                     | え・エ e [e]                     | お・オ o [o]                     | や・ヤ ya [ja]       | いぃ・イィ yi [ji] | ゆ・ユ yu [ju]       | えぇ・エェ ye [je] | よ・ヨ yo [jo]       | わ・ワ wa [wa] | ゐ・ヰ wi [wi] | をぅ・ヲゥ wu [wu] | ゑ・ヱ we [we] | を・ヲ wo [wo] | ん・ン n [ɴ] ([n̩], [ŋ̣], [ṃ]) |
| q (glottális zár)                                   | あ・ア qa [ʔa]                       | い・イ qi [ʔi]           | う・ウ qu [ʔu]                   | え・エ qe [ʔe]                   | お・オ qo [ʔo]                   | っや・ッヤ qya [ʔʲa] |                    | っゆ・ッユ qyu [ʔʲu] |                    | っよ・ッヨ qyo [ʔʲo] | っわ・ッワ qwa [ʔʷa] | っゐ・ッヰ qwi [ʔʷi] | | っゑ・ッヱ qwe [ʔʷe] | っを・ッヲ qwo [ʔʷo] | っん・ッン qn [ʔɴ] ([ʔn̩], [ʔṃ]) |
| k                                                   | か・カ ka [ka]                       | き・キ ki [ki]           | く・ク ku [ku]                   | け・ケ ke [ke]                   | こ・コ ko [ko]                   | きゃ・キャ kya [kʲa] |                    | きゅ・キュ kyu [kʲu] |                    | きょ・キョ kyo [kʲo] | くゎ・クヮ kwa [kʷa] | くぃ・クィ kwi [kʷi] | | くぇ・クェ kwe [kʷe] | くぉ・クォ kwo [kʷo] | |
| g                                                   | が・ガ ga [ga]                       | ぎ・ギ gi [gi]           | ぐ・グ gu [gu]                   | げ・ゲ ge [ge]                   | ご・ゴ go [go]                   | ぎゃ・ギャ gya [gʲa] |                    | ぎゅ・ギュ gyu [gʲu] |                    | ぎょ・ギョ gyo [gʲo] | ぐゎ・グヮ gwa [gʷa] | ぐぃ・グィ gwi [gʷi] | | ぐぇ・グェ gwe [gʷe] | ぐぉ・グォ gwo [gʷo] | |
| s                                                   | さ・サ sa [sa]                       | すぃ・スィ si [si]       | す・ス su [su]                   | せ・セ se [se]                   | そ・ソ so [so]                   |                      |                    |                      |                    |                      | | | | | | |
| sh                                                  | しゃ・シャ sha [ɕa]                  | し・シ shi [ɕi]          | しゅ・シュ shu [ɕu]              | しぇ・シェ she [ɕe]              | しょ・ショ sho [ɕo]              |                      |                    |                      |                    |                      | | | | | | |
| z                                                   | ざ・ザ za [za]                       | ずぃ・ズィ zi [zi]       | ず・ズ zu [zu]                   | ぜ・ゼ ze [ze]                   | ぞ・ゾ zo [zo]                   |                      |                    |                      |                    |                      | | | | | | |
| j                                                   | じゃ・ジャ (ぢゃ・ヂャ) ja [dʑa]     | じ・ジ (ぢ・ヂ) ji [dʑi] | じゅ・ヂュ (ぢゅ・ヂュ) ju [dʑu] | じぇ・ジェ (ぢぇ・ヂェ) je [dʑe] | じょ・ジョ (ぢょ・ヂョ) jo [dʑo] |                      |                    |                      |                    |                      | | | | | | |
| t                                                   | た・タ ta [ta]                       | てぃ・ティ ti [ti]       | とぅ・トゥ tu [tu]               | て・テ te [te]                   | と・ト to [to]                   |                      |                    |                      |                    |                      | | | | | | |
| d                                                   | だ・ダ da [da]                       | でぃ・ディ di [di]       | どぅ・ドゥ du [du]               | で・デ de [de]                   | ど・ド do [do]                   |                      |                    |                      |                    |                      | | | | | | |
| ts                                                  | つぁ・ツァ tsa [tsa]                 | つぃ・ツィ tsi [tsi]     | つ・ツ tsu [tsu]                 | つぇ・ツェ tse [tse]             | つぉ・ツォ tso [tso]             |                      |                    |                      |                    |                      | | | | | | |
| ch                                                  | ちゃ・チャ cha [tɕa]                 | ち・チ chi [tɕi]         | ちゅ・チュ chu [tɕu]             | ちぇ・チェ che [tɕe]             | ちょ・チョ cho [tɕo]             | ya                   |                    | yu                   |                    | yo                   | | | | | | |
| n                                                   | な・ナ na [na]                       | に・ニ ni [ni]           | ぬ・ヌ nu [nu]                   | ね・ネ ne [ne]                   | の・ノ no [no]                   | にゃ・ニャ nya [ɲa]  |                    | にゅ・ニュ nyu [ɲu]  |                    | にょ・ニョ nyo [ɲo]  | \| hosszú magánhangzó \| duplamássalhangzó \| \| 〜（あ、い、う、え、お）・ー ~(a, i, u, e, o) ~[Vː] \| っ・ッ (bármilyen mássalhangzó) [Cː] \| | \| hosszú magánhangzó \| duplamássalhangzó \| \| 〜（あ、い、う、え、お）・ー ~(a, i, u, e, o) ~[Vː] \| っ・ッ (bármilyen mássalhangzó) [Cː] \| | \| hosszú magánhangzó \| duplamássalhangzó \| \| 〜（あ、い、う、え、お）・ー ~(a, i, u, e, o) ~[Vː] \| っ・ッ (bármilyen mássalhangzó) [Cː] \| | \| hosszú magánhangzó \| duplamássalhangzó \| \| 〜（あ、い、う、え、お）・ー ~(a, i, u, e, o) ~[Vː] \| っ・ッ (bármilyen mássalhangzó) [Cː] \| | \| hosszú magánhangzó \| duplamássalhangzó \| \| 〜（あ、い、う、え、お）・ー ~(a, i, u, e, o) ~[Vː] \| っ・ッ (bármilyen mássalhangzó) [Cː] \| | \| hosszú magánhangzó \| duplamássalhangzó \| \| 〜（あ、い、う、え、お）・ー ~(a, i, u, e, o) ~[Vː] \| っ・ッ (bármilyen mássalhangzó) [Cː] \| |
| h                                                   | は・ハ ha [ha]                       | ひ・ヒ hi [çi]           |                                  | へ・ヘ he [he]                   | ほ・ホ ho [ho]                   | ひゃ・ヒャ hya [ça]  |                    | ひゅ・ヒュ hyu [çu]  |                    | ひょ・ヒョ hyo [ço]  | \| hosszú magánhangzó \| duplamássalhangzó \| \| 〜（あ、い、う、え、お）・ー ~(a, i, u, e, o) ~[Vː] \| っ・ッ (bármilyen mássalhangzó) [Cː] \| | \| hosszú magánhangzó \| duplamássalhangzó \| \| 〜（あ、い、う、え、お）・ー ~(a, i, u, e, o) ~[Vː] \| っ・ッ (bármilyen mássalhangzó) [Cː] \| | \| hosszú magánhangzó \| duplamássalhangzó \| \| 〜（あ、い、う、え、お）・ー ~(a, i, u, e, o) ~[Vː] \| っ・ッ (bármilyen mássalhangzó) [Cː] \| | \| hosszú magánhangzó \| duplamássalhangzó \| \| 〜（あ、い、う、え、お）・ー ~(a, i, u, e, o) ~[Vː] \| っ・ッ (bármilyen mássalhangzó) [Cː] \| | \| hosszú magánhangzó \| duplamássalhangzó \| \| 〜（あ、い、う、え、お）・ー ~(a, i, u, e, o) ~[Vː] \| っ・ッ (bármilyen mássalhangzó) [Cː] \| | \| hosszú magánhangzó \| duplamássalhangzó \| \| 〜（あ、い、う、え、お）・ー ~(a, i, u, e, o) ~[Vː] \| っ・ッ (bármilyen mássalhangzó) [Cː] \| |
| f                                                   | ふぁ・ファ fa [ɸa]                   | ふぃ・フィ fi [ɸi]       | ふ・フ fu/hu [ɸu]                | ふぇ・フェ fe [ɸe]               | ふぉ・フォ fo [ɸo]               |                      |                    |                      |                    |                      | \| hosszú magánhangzó \| duplamássalhangzó \| \| 〜（あ、い、う、え、お）・ー ~(a, i, u, e, o) ~[Vː] \| っ・ッ (bármilyen mássalhangzó) [Cː] \| | \| hosszú magánhangzó \| duplamássalhangzó \| \| 〜（あ、い、う、え、お）・ー ~(a, i, u, e, o) ~[Vː] \| っ・ッ (bármilyen mássalhangzó) [Cː] \| | \| hosszú magánhangzó \| duplamássalhangzó \| \| 〜（あ、い、う、え、お）・ー ~(a, i, u, e, o) ~[Vː] \| っ・ッ (bármilyen mássalhangzó) [Cː] \| | \| hosszú magánhangzó \| duplamássalhangzó \| \| 〜（あ、い、う、え、お）・ー ~(a, i, u, e, o) ~[Vː] \| っ・ッ (bármilyen mássalhangzó) [Cː] \| | \| hosszú magánhangzó \| duplamássalhangzó \| \| 〜（あ、い、う、え、お）・ー ~(a, i, u, e, o) ~[Vː] \| っ・ッ (bármilyen mássalhangzó) [Cː] \| | \| hosszú magánhangzó \| duplamássalhangzó \| \| 〜（あ、い、う、え、お）・ー ~(a, i, u, e, o) ~[Vː] \| っ・ッ (bármilyen mássalhangzó) [Cː] \| |
| b                                                   | ば・バ ba [ba]                       | び・ビ bi [bi]           | ぶ・ブ bu [bu]                   | べ・ベ be [be]                   | ぼ・ボ bo [bo]                   |                      |                    |                      |                    |                      | \| hosszú magánhangzó \| duplamássalhangzó \| \| 〜（あ、い、う、え、お）・ー ~(a, i, u, e, o) ~[Vː] \| っ・ッ (bármilyen mássalhangzó) [Cː] \| | \| hosszú magánhangzó \| duplamássalhangzó \| \| 〜（あ、い、う、え、お）・ー ~(a, i, u, e, o) ~[Vː] \| っ・ッ (bármilyen mássalhangzó) [Cː] \| | \| hosszú magánhangzó \| duplamássalhangzó \| \| 〜（あ、い、う、え、お）・ー ~(a, i, u, e, o) ~[Vː] \| っ・ッ (bármilyen mássalhangzó) [Cː] \| | \| hosszú magánhangzó \| duplamássalhangzó \| \| 〜（あ、い、う、え、お）・ー ~(a, i, u, e, o) ~[Vː] \| っ・ッ (bármilyen mássalhangzó) [Cː] \| | \| hosszú magánhangzó \| duplamássalhangzó \| \| 〜（あ、い、う、え、お）・ー ~(a, i, u, e, o) ~[Vː] \| っ・ッ (bármilyen mássalhangzó) [Cː] \| | \| hosszú magánhangzó \| duplamássalhangzó \| \| 〜（あ、い、う、え、お）・ー ~(a, i, u, e, o) ~[Vː] \| っ・ッ (bármilyen mássalhangzó) [Cː] \| |
| p                                                   | ぱ・パ pa [pa]                       | ぴ・ピ pi [pi]           | ぷ・プ pu [pu]                   | ぺ・ペ pe [pe]                   | ぽ・ポ po [po]                   |                      |                    |                      |                    |                      | \| hosszú magánhangzó \| duplamássalhangzó \| \| 〜（あ、い、う、え、お）・ー ~(a, i, u, e, o) ~[Vː] \| っ・ッ (bármilyen mássalhangzó) [Cː] \| | \| hosszú magánhangzó \| duplamássalhangzó \| \| 〜（あ、い、う、え、お）・ー ~(a, i, u, e, o) ~[Vː] \| っ・ッ (bármilyen mássalhangzó) [Cː] \| | \| hosszú magánhangzó \| duplamássalhangzó \| \| 〜（あ、い、う、え、お）・ー ~(a, i, u, e, o) ~[Vː] \| っ・ッ (bármilyen mássalhangzó) [Cː] \| | \| hosszú magánhangzó \| duplamássalhangzó \| \| 〜（あ、い、う、え、お）・ー ~(a, i, u, e, o) ~[Vː] \| っ・ッ (bármilyen mássalhangzó) [Cː] \| | \| hosszú magánhangzó \| duplamássalhangzó \| \| 〜（あ、い、う、え、お）・ー ~(a, i, u, e, o) ~[Vː] \| っ・ッ (bármilyen mássalhangzó) [Cː] \| | \| hosszú magánhangzó \| duplamássalhangzó \| \| 〜（あ、い、う、え、お）・ー ~(a, i, u, e, o) ~[Vː] \| っ・ッ (bármilyen mássalhangzó) [Cː] \| |
| m                                                   | ま・マ ma [ma]                       | み・ミ mi [mi]           | む・ム mu [mu]                   | め・メ me [me]                   | も・モ mo [mo]                   | みゃ・ミャ mya [mʲa] |                    | みゅ・ミュ myu [mʲu] |                    | みょ・ミョ myo [mʲo] | \| hosszú magánhangzó \| duplamássalhangzó \| \| 〜（あ、い、う、え、お）・ー ~(a, i, u, e, o) ~[Vː] \| っ・ッ (bármilyen mássalhangzó) [Cː] \| | \| hosszú magánhangzó \| duplamássalhangzó \| \| 〜（あ、い、う、え、お）・ー ~(a, i, u, e, o) ~[Vː] \| っ・ッ (bármilyen mássalhangzó) [Cː] \| | \| hosszú magánhangzó \| duplamássalhangzó \| \| 〜（あ、い、う、え、お）・ー ~(a, i, u, e, o) ~[Vː] \| っ・ッ (bármilyen mássalhangzó) [Cː] \| | \| hosszú magánhangzó \| duplamássalhangzó \| \| 〜（あ、い、う、え、お）・ー ~(a, i, u, e, o) ~[Vː] \| っ・ッ (bármilyen mássalhangzó) [Cː] \| | \| hosszú magánhangzó \| duplamássalhangzó \| \| 〜（あ、い、う、え、お）・ー ~(a, i, u, e, o) ~[Vː] \| っ・ッ (bármilyen mássalhangzó) [Cː] \| | \| hosszú magánhangzó \| duplamássalhangzó \| \| 〜（あ、い、う、え、お）・ー ~(a, i, u, e, o) ~[Vː] \| っ・ッ (bármilyen mássalhangzó) [Cː] \| |
| r                                                   | ら・ラ ra [ɾa]                       | り・リ ri [ɾi]           | る・ル ru [ɾu]                   | れ・レ re [ɾe]                   | ろ・ロ ro [ɾo]                   | りゃ・リャ rya [ɾʲa] |                    | りゅ・リュ ryu [ɾʲu] |                    | りょ・リョ ryo [ɾʲo] | \| hosszú magánhangzó \| duplamássalhangzó \| \| 〜（あ、い、う、え、お）・ー ~(a, i, u, e, o) ~[Vː] \| っ・ッ (bármilyen mássalhangzó) [Cː] \| | \| hosszú magánhangzó \| duplamássalhangzó \| \| 〜（あ、い、う、え、お）・ー ~(a, i, u, e, o) ~[Vː] \| っ・ッ (bármilyen mássalhangzó) [Cː] \| | \| hosszú magánhangzó \| duplamássalhangzó \| \| 〜（あ、い、う、え、お）・ー ~(a, i, u, e, o) ~[Vː] \| っ・ッ (bármilyen mássalhangzó) [Cː] \| | \| hosszú magánhangzó \| duplamássalhangzó \| \| 〜（あ、い、う、え、お）・ー ~(a, i, u, e, o) ~[Vː] \| っ・ッ (bármilyen mássalhangzó) [Cː] \| | \| hosszú magánhangzó \| duplamássalhangzó \| \| 〜（あ、い、う、え、お）・ー ~(a, i, u, e, o) ~[Vː] \| っ・ッ (bármilyen mássalhangzó) [Cː] \| | \| hosszú magánhangzó \| duplamássalhangzó \| \| 〜（あ、い、う、え、お）・ー ~(a, i, u, e, o) ~[Vː] \| っ・ッ (bármilyen mássalhangzó) [Cː] \| |
| hosszú magánhangzó                                  | duplamássalhangzó                    |                          |                                  |                                  |                                  |                      |                    |                      |                    |                      | | | | | | |
| 〜（あ、い、う、え、お）・ー ~(a, i, u, e, o) ~[Vː] | っ・ッ (bármilyen mássalhangzó) [Cː] |                          |                                  |                                  |                                  |                      |                    |                      |                    |                      | | | | | | |

## Nyelvtan
Az okinavai az alany>tárgy>ige szórendet követi, és széles körben alkalmazza a partikulákat, mint a japán. Számos grammatikai elemet őriz a klasszikus japán nyelvből, például különbséget tesz a terminális forma(終止形) és az jelzős forma (連体形) közt. Őrzi a が ga genetív funkcióját (ami elveszett a Suri dialektusban), a nominális funkcióját a ぬ nu szótagnak (japánban: の no), és a tiszteleti/köznyelvi elosztását a ga-nak és a nu-nak nominális használatban.
Az adott etimológia az –un és uru végekre a továbbképzése uri-val toldalékolva (klasszikus japánban: 居りwori, lenni; létezni): az –un az uri terminális formából fejlődött, az –uru pedig a jelzős formájú uru-ból.:
· a kachuru a kachi-uru-ból;
· a kachun a kachi-uri;
· a yumun (japánul: 読む yomu, olvasni) pedig a yumi + uri- ból ered.
Hasonló etimológia adott a –san végződés és jelzős –saru végződésekhez melléknevek esetében: a tő a さsa –val ragozva (mellékneveket nominalizál, pl.: magas → magasság, forró → forróság), az ari-val toldalékolva (Klasszikus japán : 有り ari, létezni; birtokolni)
· a takasan (japánul: 高い takai, magas) a taka-sa-ari-ból;
· a achisan (japánul: 暑い atsui, forró; meleg) az atsu-sa-ari-ból;
· a yutasaru (jó, kellemes) pedig a yuta-sa-aru-ból ered.
| 書く kaku írni |        |            |            |         |
|                |        | Klasszikus | Klasszikus | Suri    |
| Irrealis       | 未然形 | 書か       | kaka-      | kaka-   |
| Folyamatos     | 連用形 | 書き       | kaki-      | kachi-  |
| Terminális     | 終止形 | 書く       | kaku       | kachun  |
| Jelzős         | 連体形 | 書く       | kaku       | kachuru |
| Valódi         | 已然形 | 書け       | kake-      | kaki-   |
| Felszólító     | 命令形 | 書け       | kake       | kaki    |

## A mondat részei
| A részek viselkedése egy mondatban | A részek viselkedése egy mondatban | A részek viselkedése egy mondatban                                         | A részek viselkedése egy mondatban                                         | A részek viselkedése egy mondatban                                         | A részek viselkedése egy mondatban                                         | A beszéd részei                 |
| Független                          | Nincs igeragozás                   | Lehet alany                                                                | Lehet alany                                                                | Lehet alany                                                                | Lehet alany                                                                | Főnév (名詞)                    |
| Független                          | Nincs igeragozás                   | Lehet alany                                                                | Lehet alany                                                                | Lehet alany                                                                | Lehet alany                                                                | Névmás (代名詞)                 |
| Független                          | Nincs igeragozás                   | Nem válhat alannyá                                                         | Más szavak követik                                                         | Módosít                                                                    | Ragozható szót módosít                                                     | Határozószó (副詞)              |
| Független                          | Nincs igeragozás                   | Nem válhat alannyá                                                         | Más szavak követik                                                         | Módosít                                                                    | Alanyit módosít                                                            | Prenominális melléknév (連体詞) |
| Független                          | Nincs igeragozás                   | Nem válhat alannyá                                                         | Más szavak követik                                                         | Kapcsolódik                                                                | Kapcsolódik                                                                | Kötőszó (接続詞)                |
| Független                          | Nincs igeragozás                   | Nem válhat alannyá                                                         | Nem követik más szavak                                                     | Nem követik más szavak                                                     | Nem követik más szavak                                                     | Indulatszó/Felkiáltás (感動詞)  |
| Független                          | Kapcsol                            | Ragozható szó                                                              | Mozgást mutat be                                                           | Végső forma „ん (n)"-el végződik                                           | Végső forma „ん (n)"-el végződik                                           | Ige (動詞)                      |
| Független                          | Kapcsol                            | Ragozható szó                                                              | Állapotot vagy tulajdont fejez ki                                          | Végső forma „さん (san)"-al végződik                                       | Végső forma „さん (san)"-al végződik                                       | Melléknév (形容詞)              |
| Független                          | Kapcsol                            | Ragozható szó                                                              | Egy bizonyos dolog létezését vagy döntését mutatja be                      | „やん (yan)" alanyihoz kapcsolódik, például főnévhez                       | „やん (yan)" alanyihoz kapcsolódik, például főnévhez                       | Létige (存在動詞)               |
| Független                          | Kapcsol                            | Ragozható szó                                                              | Létezés, események állapotát mutatja be                                    | „やん (yan)" állapotot jelölő szóhoz kapcsolódik                           | „やん (yan)" állapotot jelölő szóhoz kapcsolódik                           | Melléknévi ige (形容動詞)       |
| Függő                              | Konjugálódik                       | A konjugálódott szavak jelentéséért felelős                                | A konjugálódott szavak jelentéséért felelős                                | A végső forma „ん (n)"-el végződik                                         | A végső forma „ん (n)"-el végződik                                         | Segédige (助動詞)               |
| Függő                              | Nem konjugálódik                   | Más szavakhoz kapcsolódik és bemutatja a szavak egymással való kapcsolatát | Más szavakhoz kapcsolódik és bemutatja a szavak egymással való kapcsolatát | Más szavakhoz kapcsolódik és bemutatja a szavak egymással való kapcsolatát | Más szavakhoz kapcsolódik és bemutatja a szavak egymással való kapcsolatát | Partikula(助詞)                 |
| Függő                              | Nem konjugálódik                   | A szó elejéhez kapcsolódik, jelentést ad hozzá, vagy új szót képez         | A szó elejéhez kapcsolódik, jelentést ad hozzá, vagy új szót képez         | A szó elejéhez kapcsolódik, jelentést ad hozzá, vagy új szót képez         | A szó elejéhez kapcsolódik, jelentést ad hozzá, vagy új szót képez         | Előtag (接頭語)                 |
| Függő                              | Nem konjugálódik                   | A szó végéhez kapcsolódik, jelentést ad hozzá, vagy új szót képez          | A szó végéhez kapcsolódik, jelentést ad hozzá, vagy új szót képez          | A szó végéhez kapcsolódik, jelentést ad hozzá, vagy új szót képez          | A szó végéhez kapcsolódik, jelentést ad hozzá, vagy új szót képez          | Képző (接尾語)                  |

### Főnevek (名詞)
A főnevek független, nem ragozó részei a beszédnek, amik az alanyává válhatnak a mondatnak.

### Névmások (代名詞)
A névmások osztályozása ugyanaz, mint a főneveké, csak átfogóbb.
| Okinawai névmások |              |                                                                             |             |             |                                   |                                                                         |                   |              |                                   |  |
|                   |              | Egyes számú                                                                 | Egyes számú | Egyes számú | Egyes számú                       | Többes számú                                                            | Többes számú      | Többes számú | Többes számú                      |  |
| Személyes         | Kifejező     | Kifejező                                                                    | Kifejező    | Személyes   | Kifejező                          | Kifejező                                                                | Kifejező          |              |                                   |  |
| Személyes         | Dolog        | Hely                                                                        | Irány       | Személyes   | Dolog                             | Hely                                                                    | Irány             |              |                                   |  |
| 1. személy        | 1. személy   | · 我ん (wan) · わみ (wami)                                                  |             |             |                                   | · 我達 (wattaa) · いがろー (igarou)                                     |                   |              |                                   |  |
| 2. személy        | 2. személy   | · やー (yaa) · やーみ (yaami) · なー (naa) · なーみ (naami) · 御所 (unnjyu) |             |             |                                   | · いったー (ittaa) · なったー (nattaa) · うんじゅなーたー (unjyunaataa) |                   |              |                                   |  |
| 3. személy        | Proximális   | くり (kuri)                                                                 | くり (kuri) | くま (kuma) | · くま (kuma) · くがた (kugata)   | くったー (kuttaa)                                                       | くったー (kuttaa) | くま (kuma)  | · くま (kuma) · くがた (kugata)   |  |
| 3. személy        | Mediális     | うり (uri)                                                                  | うり (uri)  | うま (uma)  | · うま (uma) · うがた (ugata)     | うったー (uttaa)                                                        | うったー (uttaa)  | うま (uma)   | · うま (uma) · うがた (ugata)     |  |
| 3. személy        | Disztális    | あり (ari)                                                                  | あり (ari)  | あま (ama)  | · あま (ama) · あがた (agata)     | あったー (attaa)                                                        | あったー (attaa)  | あま (ama)   | · あま (ama) · あがた (agata)     |  |
| Határozatlan      | Határozatlan | · たー (taa) · た (ta)                                                      | じる (jiru) | まー (maa)  | · まー (maa) · まーかた (maakata) | たったー (tattaa)                                                       | じる (jiru)       | まー (maa)   | · まー (maa) · まーかた (maakata) |  |

#### Határozószavak (副詞)
A határozószók független, nem ragozó részei a beszédnek, amik nem válhatnak az alanyává a mondatnak, és módosítják a ragozható szavakat (用言; igék, határozószavak, melléknevek), amik a határozószavak után jönnek. Két fő kategória létezik, ezeken belül több kisebb kategória, ahogy a táblázat is mutatja.

#### Prenominális melléknevek (連体詞)
| Prenominális melléknevek (連体詞) |           |        |
| A prenominális mellékneveket ugyanúgy osztályozzák, mint a határozószavakat, azzal a különbséggel hogy nem ragozható szavakat módosít, hanem főneveket és névmásokat (体言). |           |        |
| Okinavai | Japán     | Magyar |
| いぃー (yii) | 良い (ii) | jó     |

#### Kötőszavak(接続詞)
| Kötőszavak (接続詞)                                                                                                   |                                                  |                  |
| A kőtőszók önálló, nem konjugáló részei a beszédnek, ami kapcsolatba hozza a szavak előtt és után következő szavakat. |                                                  |                  |
| Okinavai | Japán                                            | Magyar           |
| あんさびーくとぅ (ansabiikutu)                                                                                        | そういうわけですから (souiuwakedesukara)         | „ebből az okból" |
| あんし (anshi) | それで (sorede) それから (sorekara)              | „és ezután"      |
| やくとぅ (yakutu) | だから (dakara)                                  | „így, tehát"     |
| やしが (yashiga) | しかし (shikashi) そうではあるが (soudewa'aruga) | „de"             |

#### Indulatszavak / Felkiáltások (感動詞)
| Indulatszavak / Felkiáltások (感動詞) |                                                                  |                       |                                                                 |
| Az indulatszavak önálló, nem konjugáló részei a beszédnek, semmit nem módosítanak vagy kötnek össze, általában nem követik őket más szavak. |                                                                  |                       |                                                                 |
| Okinavai | Japán                                                            | Magyar                | Megjegyzések                                                    |
| あい (ai) | おや (oya)                                                       | Azta!                 | 驚きの気持ちを表す Meglepődés kifejezése                        |
| あきさみよー (akisamiyo) | あらまあ (aramaa)                                                | Ó, Istenem!           | Döbbenet, aggodalom kifejezése                                  |
| あきとーなー (akitoonaa) | おやまあ                                                         | Ó, Istenem!           | 失敗した時や驚いた時などに発する Döbbenet, aggodalom kifejezése |
| うー (uu) | はい (hai)                                                       | Igen                  | Udvarias „igen"                                                 |
| あいびらん (aibiran) をぅーをぅー (wuuwuu)                                                                                                  | いいえ (iie)                                                     | Nem                   | 目上の人に対して用いる Udvarias "nem"                           |
| だー (daa) | おい (oi) どれ (dore) ほら (hora)                                | Hé!                   |                                                                 |
| とー (too) | ほら (hora) よし (yoshi)                                         | Rendben               | Öröm, élvezet, engedély kifejezésére                            |
| とーとー (tootoo) | よしよし (yoshiyoshi) ほらほら (horahora)                        |                       |                                                                 |
| はっさみよー (hassamiyoo) | おやまあ (oyamaa)                                                | Ó, Istenem!           | 呆れ返った時などに発する語                                      |
| んちゃ (ncha) | なるほど (naruhodo) やっぱり (yappari) 予定通りだ (yoteidourida) | Valóban, ahogy vártam |                                                                 |

Igék (動詞)
Az igék olyan részei a mondatnak, amik konjugálnak, és elmozdulást fejeznek ki.A végső formaん (n)-el végződik.
Melléknév (形容詞)
Olyan részei a mondatnak, amik tulajdont vagy állapotot fejeznek ki. A végső forma(さん - san)-nal végződik.
Lét-Azonosító ige (存在動詞)
Olyan részei a mondatnak, amelyek egy bizonyos dolog részeit és döntéseit mutatják meg. (やん-yan)-nal kapcsolódik az alanyhoz
Melléknévi igék(形容動詞)
Olyan konjugáló részei a mondatnak, melyek egy esemény létezését mutatják meg. Itt a (やん-yan) azokhoz a szavakhoz kapcsolódik, amit eseményt vagy állapotot fejeznek ki.
Segédigék (助動詞)
| Segédigék (助動詞) |                             |  |  |
| Olyan nem önálló, konjugáló részei a beszédnek, melyek a konjugált szavak jelentését alkotják. A végső forma (ん-n)-nel végződik. |                             |  |  |
| Okinawai | Japán                       |  |  |
| あぎーん (agiin) あぎゆん (agiyun)                                                                                                | しつつある (shitsutsuaru)   |  |  |
| ぎさん (gisan) | そうだ (souda)              |  |  |
| ぐとーん (gutoon) | のようだ (noyouda)          |  |  |
| しみゆん (shimiyun) すん (sun) | させる (saseru)             |  |  |
| ぶさん (busan) | したい (shitai)             |  |  |
| みしぇーびーん (misheebiin) | なさいます (nasaimasu)      |  |  |
| みしぇーん (misheen) | なさる (nasaru)             |  |  |
| ゆーすん (yuusun) | ことができる (kotogadekiru) |  |  |
| りゆん (riyun) りーん (riin) | れる (reru) られる (rareru) |  |  |

| Partikula (助詞)                                                   |                 | | |
| Esetjelölők(格助詞)                                                |                 | | |
| Egy főnévhez kapcsolódik és jelöli a többi szó közötti kapcsolatot |                 | | |
| Okinawai                                                           | Japán           | Megjegyzés | Példa |
| ぬ (nu) が (ga)                                                    | が (ga)         | Alanyi jelző. Normális esetben ぬ (nu). Azonban ha a névmás a mondat alanya, a が (ga) használatos. A が (ga)-t használhatjuk nevekhez is.A ぬ (nu) minden szituációra alkalmazható | · ぬあびゆん。があびゆん。 · 犬が吠える。私が喋る。                                                                                      |
| っし (sshi)                                                        | で (de)         | Jelöli az eszközt amivel elérünk valamit. | · バスっし行 (い)ちゃびら。 · バスで行こう。 · Menjünk busszal!                                                                          |
| Ø (Archaikus: ゆ (yu))                                             | を (wo)         | A modern okinawai nem használ tárgy partikulát, köznyelvi japánnal ellentétben. A "yu" főként régi irodalmi összetételekben létezik.                                                | |
| なかい (nakai)                                                     | へ (e)・に (ni) | 手段・方法 | |
| やか (yaka)                                                        | より (yori)     | „annyira, mint"; felső határ. | · 彼 (あり)やか大和口 (やまとぅぐち)ぬ上手 (じょおじ)やあらん。 · 彼より日本語が上手ではない。 · Az én japánom nem olyan jó mint az övé. |
| さーに (saani)                                                     |                 | Jelzi, hogy milyen eszközökkel jött létre valami. | · 沖縄口 (うちなーぐち)さーに手紙 (てぃがみ)書 (か)ちゃん。 · 沖縄語で手紙を書いた。 · A levelet Okinawaival írtam.                      |
| から (kara)                                                        | から (kara)     | 起点 | |
| んかい (nkai)                                                      | へ (e)          | "benne, itt,ott, valahol"; irány | · 沖縄 (うちなー)んかいめんそーれー! · 沖縄へようこそ！ · Üdvözlünk Okinawán!                                                            |
| なーりー (naarii)                                                  |                 | 場所・位置 | |
| をぅてぃ (wuti)                                                    |                 | Olyan helyet jelez, amire a cselekvés vonatkozik to an animate subject takes place. Aをぅん wun "létezni, lenni". ige melléknévi igenév formájából származik                        | |
| をぅとーてぃ (wutooti)                                             |                 | A をぅてぃ progresszív formája, ami magába foglalja az időt is. | · くまをぅとーてぃ憩 (ゆくぃ)欲 (ぶ)さん。 · ここで休みたい。 · Szeretnék (itt) pihenni.                                                 |
| んじ (nji)                                                         | で (de)         | 場所 | |
| ん (n)                                                             |                 | 所属等 | |
| ぬ (nu)                                                            | の (no)         | Birtokos jelző.Nehézség lehet az alanyjelölő ぬ (nu) és a birtokos jelzőぬ (nu) köztü különbség megállapítása.                                                                      | · ぬ、みーねー、んかいましやん。 · 豚の肉を食べると体に良い。                                                                            |
| ぬ→「〜している」「〜である」「〜い・しい」pp459.                  |                 | | |
| とぅ (tu)                                                          | と (to)         | 相手 | |
| んでぃ (ndi)                                                       | と (to)         | Quotative. | |
| に (ni)                                                            |                 | 時・場所等 | |

| Határozói Partikulák (副助詞) |                          |                                   | |
| Okinavai                      | Japán                    | Megjegyzés                        | Példa |
| びけー (bikee)                | だけ (dake)              |                                   | |
| びけーん (bikeen)             | ぱかり (bakari)          | „csak" limitáló szó               | · ローマ字 (じ)びけーんぬ書物 (すむち)。 · ローマ字ばかりの書物。 · Egy csak romaji könyv |
| だき (daki)                   | だけ (dake)              |                                   | |
| までぃ (madi)                 | まで (made)              | „ egészen addig, amíg”            | · くぬ電車 (でんしゃ)あ、首里 (しゅい)までぃ行 (い)ちゃびーん。帰 (けー)るまでぃ待 (ま)ちょーいびーん。 · この電車は首里まで行く。帰るまで待つ。 · Ez a vonat egészen Shuri-ig megy. Megvárom amíg hazaérsz. |
| くれー (kuree)                | ぐらい (gurai)           | „körülbelül, körül"               | · 十分 (じっぷん)くれーかかゆん。 · 十分ぐらいかかる。 · Körülbelül 10 percet fog igénybevenni |
| ふどぅ (fudu)                 | ほど (hodo)              |                                   | |
| あたい (atai)                 | ぐらい (gurai)等         | annyira, mint; felső határt jelöl | · うぬ建物 (たてぃむの)ー思 (うむ)ゆるあたい高 (たか)こーねーやびらん。 · あの建物は思うぐらい高くないよ。 · Az épület annyira magas, mint amekkorának elképzeled                                            |
| んちょーん (nchoun)           | さえ (sae)               |                                   | |
| うっさ (ussa)                 | だけ (dake)等            |                                   | |
| うっぴ (uppi)                 | だけ (dake)等            |                                   | · 寝 (に)んじ欲 (ぶ)しゃるうっぴ寝 (に)んでぃん済 (す)まびいん。 · 寝たいだけ寝ていいよ。 · Annyit aludhatsz, amennyit akarsz                                                                                |
| うひ (uhi)                    | だけ (dake)等            |                                   | |
| さく (saku)                   | ほど (hodo)、だけ (dake) |                                   | |

| Kötő Partikulák (係助詞)                 |                     | | |
| Okinavai                                 | Japán               | Megjegyzés | Példa |
| や (ya)                                  | は (wa)             | Téma partikula hosszú magánhangzókhoz, tulajdonnevekhez, vagy nevekhez Más főnevekhez a partikula rövid magánhangzókkal olvad össze a → aa, i → ee, u → oo, e → ee, o → oo, n → noo. A我ん (wan?) (Én) névmást tematizáljuk mint 我んねー (wan'nee?) 我んのー (wan'noo?) helyett, vagy 我んや (wan'ya?), annak ellenére, hogy megjelenik több irodalmi és zenei műben. | |
| あー (aa)                                | は (wa)             | Téma partikula hosszú magánhangzókhoz, tulajdonnevekhez, vagy nevekhez Más főnevekhez a partikula rövid magánhangzókkal olvad össze a → aa, i → ee, u → oo, e → ee, o → oo, n → noo. A我ん (wan?) (Én) névmást tematizáljuk mint 我んねー (wan'nee?) 我んのー (wan'noo?) helyett, vagy 我んや (wan'ya?), annak ellenére, hogy megjelenik több irodalmi és zenei műben. | |
| えー (ee)                                | は (wa)             | Téma partikula hosszú magánhangzókhoz, tulajdonnevekhez, vagy nevekhez Más főnevekhez a partikula rövid magánhangzókkal olvad össze a → aa, i → ee, u → oo, e → ee, o → oo, n → noo. A我ん (wan?) (Én) névmást tematizáljuk mint 我んねー (wan'nee?) 我んのー (wan'noo?) helyett, vagy 我んや (wan'ya?), annak ellenére, hogy megjelenik több irodalmi és zenei műben. | |
| おー (oo)                                | は (wa)             | Téma partikula hosszú magánhangzókhoz, tulajdonnevekhez, vagy nevekhez Más főnevekhez a partikula rövid magánhangzókkal olvad össze a → aa, i → ee, u → oo, e → ee, o → oo, n → noo. A我ん (wan?) (Én) névmást tematizáljuk mint 我んねー (wan'nee?) 我んのー (wan'noo?) helyett, vagy 我んや (wan'ya?), annak ellenére, hogy megjelenik több irodalmi és zenei műben. | |
| のー (noo)                               | は (wa)             | Téma partikula hosszú magánhangzókhoz, tulajdonnevekhez, vagy nevekhez Más főnevekhez a partikula rövid magánhangzókkal olvad össze a → aa, i → ee, u → oo, e → ee, o → oo, n → noo. A我ん (wan?) (Én) névmást tematizáljuk mint 我んねー (wan'nee?) 我んのー (wan'noo?) helyett, vagy 我んや (wan'ya?), annak ellenére, hogy megjelenik több irodalmi és zenei műben. | |
| ん (n)                                   | も (mo)             | „Is" | |
| やてぃん (yatin)                         | でも (demo)         | „még, is" | · 宇宙 (うちゅー)からやてぃん万里 (まんり)ぬ長城 (ちょーじょー)ぬ見 (み)いゆん。大和 (やまとぅ)やてぃんいんちりーん口 (ぐち)を勉強 (びんちょー)すん。 · 万里の長城は宇宙からでも見れる。日本でも英語を習う · A Kínai Nagyfalat még az űrből is lehet látni. |
| がん (gan)                               | でも (demo)         | | |
| ぬん (nun)                               | でも (demo)         | | |
| しか (shika)                             | しか (shika)        | | |
| てぃらむん (tiramun)                     | たるもの (tarumono) | | |
| とぅか (tuka)                            | とか (toka) や (ya) | | |
| どぅ (du)                                | ぞ (zo) こそ (koso) | | |
| る (ru)                                  | ぞ (zo) こそ (koso) | | |
| Mondatvégi partikulák (終助詞)           |                     | | |
| Okinavai                                 | Japán               | Megjegyzések | Példák |
| が (ga) やが (yaga)                      | か (ka)             | Mondatvégi kérdőpartikula. | |
| み (mi)                                  | か (ka)             | Mondatvégi kérdőpartikula. | |
| に (ni)                                  |                     | 可否疑問 | |
| い (i)                                   |                     | 強調疑問 | |
| がやー (gayaa)                           | かな (kana)         | | |
| さに (sani)                              | だろう (darou)      | | |
| なー (naa)                               | の (no)             | Mondatvégi kifejezőpartikula 問いかけ・念押し | |
| ばー (baa)                               |                     | 軽い疑問 | |
| どー (doo)                               | ぞ (zo) よ (yo)     | | |
| よ (yo)                                  | よ (yo)             | | |
| ふー (fuu)                               |                     | 軽く言う | |
| な (na)                                  | な (na)             | Tiltó | |
| え (e)                                   |                     | 命令 | |
| さ (sa)                                  | さ (sa)             | | |
| でむね (demune)                          |                     | 断定 | |
| せー (see)                               |                     | 断定 | |
| Indulatot kifejező partikulák (間投助詞) |                     | | |
| Okinavai                                 | Japán               | Megjegyzés | Példa |
| てー (tee)                               | ね (ne)等           | | |
| よ (yo) よお (yoo)                       | ね (ne) よ (yo)等   | | |
| や (ya) やあ (yaa)                       | ぬ (nu) よ (yo)等   | | |
| なー (naa)                               | ね (ne)等           | | |
| さり (sari)                              | ねえ (nee)等        | | |
| ひゃー (hyaa)                            |                     | 意外、軽蔑 | |

Előtag (接頭語)
Képző (接尾語)

## Kopula
| Okinavai                          | Múltidő | Japán                      |  |
| あびーん (abiin) いびーん (ibiin) | A       | ます (masu)                |  |
| あびーん (abiin) いびーん (ibiin) | A       | です (desu)                |  |
| やいびーん (yaibiin)              | A       |                            |  |
| でーびる (deebiru)                | A       |                            |  |
| でーびる (deebiru)                | A       | でございます (degozaimasu) |  |

### Kérdőszavak (疑問詞)
| Okinavai                                   | Japán                              | Jelentés                 |
| いくち (ikuchi)                            | いくつ (ikutsu)                    | „Mennyibe kerül"         |
| いち (ichi)                                | いつ (itsu)                        | „Mikor"                  |
| じる (jiru)                                | どれ (dore)                        | „Melyik"                 |
| たー (taa)                                 | 誰 (dare)                          | „Ki"                     |
| たったー (tattaa)                          | 誰々 (daredare)                    | „Kik"                    |
| ちゃー (chaa)                              | どう (dou)                         | „Hogyan" (milyen módon)  |
| ちぁっさ (chassa)                          | どれだけ (doredake) いくら (ikura) | „Mennyibe kerül? Mennyi" |
| ちゃっぴ (chappi) ちゃぬあたい (chanuatai) | どれほど (dorehodo)                | „Hogyan"                 |
| ちゃぬ (chanu)                             | どの (dono) どのような (donoyouna) | „Milyen fajta,féle"      |
| ぬー (nuu)                                 | 何 (nani)                          | „Mi"                     |
| ぬーんち (nuunchi)                         | どうして (doushite)                | „Miért"                  |
| まー (maa)                                 | どこ (doko)                        | „Hol"                    |

## Fordítás
- Ez a szócikk részben vagy egészben  az   Okinawan language című angol Wikipédia-szócikk ezen változatának fordításán alapul.  Az eredeti cikk szerkesztőit annak laptörténete sorolja fel. Ez a jelzés csupán a megfogalmazás eredetét és a szerzői jogokat jelzi, nem szolgál a cikkben szereplő információk forrásmegjelöléseként.